# ユシディ・シリエ
ユシディ・シリエ・フローメタ（Yusidey Silié Frómeta、女性、1984年11月11日 - ）は、キューバのバレーボール選手。ポジションはセッター、オポジット。元キューバ代表。

## 来歴
2005年、キューバ代表に初選出される。2007年のワールドカップ、2008年の北京五輪に出場した。
2009年から代表チームの主将を務めた。2010年に日本で開催された世界選手権、2012年ロンドン五輪世界最終予選ではツーセッターの司令塔としてチームを牽引した。
2013年から代表から離れアゼルバイジャン・スーパーリーグのアゼリョル・バクーに移籍し、2013-14シーズンに主将として欧州チャンピオンズリーグなどに出場した。

## 球歴
- オリンピック - 2008年
- 世界選手権 - 2006年、2010年
- ワールドカップ - 2007年

## 所属クラブ
- Ciudad de la Habana（2004-2011年）
- アゼリョル・バクー（2013-2014年）
- Proton Balakovo（2014-2015年）
- サリエル・ベレディイェスポル（2015-2016年）
- Bolu Bld.（2016-2018年）
- CV Leganés（2019-2020年）
- Leleman VB Valencia（2021-2022年）
- Holacv.es Benidorm（2023-）